# Швейцарски международни авиолинии
Швейцарските международни авиолинии (на английски: Swiss International Air Lines, известни и само като SWISS) са националния превозвач на Швейцария, изпълняващи полети до Европа, Северна и Южна Америка, Африка и Азия.
Авиокомпанията е член на Star Alliance, глобалния алианс за пътнически превози на пътници. Основното летище-хъб на авиокомпанията е летище Цюрих.

## История
Авиокомпанията е създадена през 2002 г. след фалита на бившия швейцарски национален авиопревозвач Swissair, чиито активи се прехвърлят от управляващия холдинг SAirGroup към регионалната авиокомпания Crossair, която също е част от този холдинг. По-късно „Crossair“ е преименуван на „Швейцарски международни авиолинии“ и новата авиокомпания започва работа на 31 март 2002 г. Първоначално SWISS е собственост на инвестиционни групи (61,3%), Конфедерация Швейцария (20,3%), кантони и местни власти (12,2%) и други частни инвеститори (6,2%). От своя страна авиокомпанията притежава Swiss Sun и 99,9% от активите на „Crossair Europe“.
Новата авиокомпания постоянно претърпява загуби, чийто обем до 2005 г. възлиза на 1,6 милиарда щатски долара.
Според управляващия директор на швейцарската интерконтинентална борса Марсел Бидерман „авиокомпанията е имала три възможности за по-нататъшно развитие на собствените си дейности: да остане независим превозвач в своята ниша от въздушни маршрути, да претърпи силно намаляване на компанията или да стане част от по-голяма авиокомпания или авиационна холдингова компания“. Ръководството на SWISS избра третия вариант, след което започват преговори с френско-холандския Ер Франс-KLM, Бритиш Еъруейс и германската Луфтханза. Поради големия дълг на авиокомпанията и несигурното бъдеще, дългосрочната инвестиция в SWISS изглежда много непривлекателна. След сливането на двата въздушни превозвача KLM и Ер Франс, ръководството на последното обявява, че няма да обмисля предложението за присъединяване на SWISS на този етап поради наемането му в процедурата на собствена реорганизация. Положителен отговор идва от Луфтханза, но SWISS по някаква причина се оттегля и не продължава преговорите с германската авиокомпания. Като вариант, съгласието на британския превозвач Бритиш Еъруейс и неговите партньори в алианса Oneworld се счита за сериозно разглеждане на летище Цюрих като алтернатива на лондонското летище Хийтроу като транзитен център за членове на алианса.
След близо година преговори, Бритиш Еъруейс спира решението на SWISS да се присъедини към алианса Oneworld поради конкуренцията между маршрутните мрежи на тези авиокомпании на много дестинации на дълги разстояния. На 3 юни 2004 г. SWISS обявява решението си да се откаже от плановете си да се присъедини към Oneworld, като обяснява това решение с нежеланието си да интегрира собствената си програма за награди за често пътуващи с програмата за отстъпки на Бритиш Еъруейс. SWISS вярва, че сътрудничеството с британците ще се развива едностранно – Бритиш Еъруейс ще получава печеливши полети от швейцарците, без да им дава нищо в замяна.
По-късно SWISS се съгласява с Луфтханза и става член на Star alliance. Към юли 2008 г. в SWISS работят 7359 души от Луфтханза. Според официални данни през 2019 г. компанията е имала 9500 служители, а приходите надвишават 5 млрд. швейцарски франка.

## Дестинации
SWISS лети до над 100 дестинации в 45 държави от Цюрих и Женева. Подразделението „Swiss WorldCargo“ предоставя пълна гама от услуги за въздушни товарни превози до повече от 80 страни по света в 130 дестинации.

## Флот
Към юли 2021 г. флотът на Швейцарските международни авиолинии се състои от 92 самолета от следните типове: